# Charlotte Barras
 (septembre 2023).
Motif : Page quasi inchangée depuis 17 ans.
Pour les articles homonymes, voir Barras.
Pas d'image ? Cliquez ici

a Compétitions nationales et continentales officielles uniquement.

b Matchs officiels uniquement.
Dernière mise à jour le 3 juillet 2023.
Charlotte Barras, née le 26 janvier 1982, est une joueuse internationale anglaise de rugby à XV. Elle occupe les postes d'arrière ou d'ailière.

## Biographie
Charlotte Barras participe à la Coupe du monde de rugby à sept 2009 à Dubaï.

## Palmarès
- 42 sélections en équipe d'Angleterre féminine de rugby à XV
- Participations au Tournoi des Six Nations féminin